# Ivan Krstitelj Birling
Ivan Krstitelj Birling (Zagreb, 31. svibnja, 1775. – Zagreb, 24. ožujka, 1852.) hrvatski (kajkavski) je prevoditelj i pisac.
Rođen je ocu Đuru Pirlinu (ili Pirling) i majci Agnezi Poljak. Pohađao je Klasičnu gimnaziju u Zagrebu koju je završio 1792. godine. Studirao je u zagrebačkom Sjemeništu. Zaređen je za svećenika 1798. godine. Najprije je bio kaplan u Brdovcu kod Zagreba, od svibnja 1799. pomoćni svećenik u zagrebačkoj crkvi sv. Marka i uz to bio kateheta u narodnim učionicama. 1826. godine postao je začasni čazmanski kanonik, zatim zagrebački kanonik, od 1835. godine kalnički arhiđakon, od 1839. godine arhiđakon zagrebačke katedrale. Od 1842. godine čazmanski prepozit, a 1848. skopljanski naslovni biskup. Bio je prisjednik zagrebačkoga i križevačkoga županijskog suda i upravitelj ubožnice u Zagrebu 1830. – 1832. godine.
Radio je u planu biskupa Vrhovca za kajkavsko Sveto pismo. Njegovi tovariši su bili: Ivan Rupert Gusić, Antun Vranić, Štefan Korolija i Ivan Nepomuk Labaš. Podatci Birlingu pripisujeju kajkavski prijevod Poslanicea Filipljanima. Pisao je i misu prema latinskom i prema grčkom obredu. Pisao je i kajkavske molitve i obrede za bolesne i umiruće, pouk o krštenju i drugim sakramentima, te propovijedi. Ima kajkavski molitvenik Molitvena knyisicza (1832.). Najveće njegovo djelo je Nova zkup szlosena zagrebechka szokachka kniga (1813.), kajkavska kuharica.

## Vanjske poveznice
- BIRLING, Ivan Krstitelj (Hrvatski biografski leksikon)

## Viri
- Alojz Jembrih: Još o "Vrhovčevoj Bibliji," Kajkavski u povijesnom i sadašnjem obzorju, Krapina 2010.